# Египетско-палестинские отношения
Египетско-палестинские отношения — двусторонние дипломатические отношения между Египтом и непризнанным государством Палестиной, которое включает в себя две территории: Сектор Газа и Западный берег реки Иордан. Протяжённость государственной границы между Египтом и Сектором Газа составляет 13 км.

## История

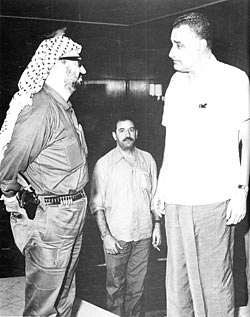
Ясир Арафат и Гамаль Абдель Насер на встрече в 1970 году.

В 1970-е годы лидер Организации освобождения Палестины (ООП) Ясир Арафат открыто критиковал президента Египта Гамаля Абделя Насера за его якобы мягкую позицию по отношению к Израилю, что привело к закрытию радиостанции «Голос Палестины» в Каире и прекращению большей часть материальной помощи Египта для ООП. Кроме того, многие члены ООП были изгнаны из Египта. В сентябре 1970 года в Иордании начался внутренний вооружённый конфликт между палестинскими партизанскими группировками и иорданской армией. Гамаль Абдель Насер отреагировал на этот конфликт также, как и на противостояние между палестинцами и ливанцами годом ранее, стремясь ликвидировать любые виды противостояния внутри Арабского мира. Абдель Насер крайне негативно отреагировал на решение лидера Сирии Хафеза Асада направить сирийские войска в Иорданию на помощь палестинцам.
В сентябре 1970 года состоялся саммит в Каире по инициативе Гамаля Абделя Насера с целью прекратить противостояние в Иордании. 26 сентября 1970 года стороны обсудили возможность решение кризиса, но на тот момент Иордания после череды кровавых сражений сумела одержать вверх над силами палестинцев и сирийцев, но силы ООП продолжали активность на территории этой страны до июля 1971 года. 27 сентября 1970 года король Иордании Хусейн ибн Талал и Ясир Арафат решили подписать соглашение о прекращении огня при посредничестве Абделя Насера. Гамаль Абдель Насер потратил много времени и нервов для достижения этого перемирия, что стало одной из причин сердечного приступа и скоропостижной смерти 28 сентября 1970 года.
В 1983 году Председатель Организации освобождения Палестины Ясир Арафат вступил в конфликт с Сирией, что позволило Египту вновь наладить крепкие отношения с лидерами палестинцев. Президент Египта Хосни Мубарак старался выступать посредником в арабо-израильском конфликте, снять напряжённость в отношениях между Израилем и Государством Палестина. К 1990 году эти усилия не привели к разрешению кризиса и улучшению отношений израильтян и палестинцев, но восстановили связи между Египтом и Сирией. 17 ноября 1988 года Египет признал независимость Государства Палестина от Израиля.
19 июня 2008 года вступило в силу перемирие (тахдия) между Израилем и ХАМАСом, ставшее возможным благодаря посредничеству Египта. В соглашении было прописано, что ХАМАС обязан прекратить ракетные обстрелы территории Израиля и обеспечить соблюдение перемирия в Секторе Газа. Взамен Израиль обещал снять блокаду Сектора Газа, что должно было восстановить коммерческую активность на этой территории и восстановить объём грузоперевозок до уровня 2005 года, который составлял от 500 до 600 грузовиков в день. Израиль ослабил блокаду в связи с сокращением ракетного обстрела своей территории, вместо 70 грузовиков с товаром в Сектор Газа стали поступать 90. ХАМАС критиковал Израиль за его продолжающуюся блокаду, в то время как Израиль обвинял ХАМАС в контрабанде оружия из туннелей Египта и указал на продолжающиеся ракетные атаки.
Во время войны в Секторе Газе в 2008—2009 годах Египет осуждал действия Израиля, но министр иностранных дел Египта Ахмед Абу-ль-Гейт уточнял, что Египет уже давно предупреждает ХАМАС об ответной реакции израильтян в случае продолжения ракетных атак по их территории. В результате Египет открыл контрольно-пропускной пункт Рафиах на границе с Сектором Газа, что позволило доставить раненых палестинцев в египетские больницы. Министерство здравоохранения Египта направило 30 автомобилей скорой медицинской помощи на Синайский полуостров для пострадавших палестинцев. Также, министр иностранных дел Египта сделал заявление, что ХАМАС не позволяет раненным жителям Сектора газа пересечь границу с Египтом. Египет направил около 500 полицейских на границу с Сектором Газа для обеспечения правопорядка на этой пограничной территории. На заседании Совета Безопасности ООН представитель Египта заявил, что введенная израильтянами блокада Сектора Газа, является грубым нарушением международного права и назвал Израиль государством-оккупантом.
После конфликта у берегов Газы в 2010 году президент Египта Хосни Мубарак осудил использование Израилем чрезмерной и необоснованной силы, в то время как министерство иностранных дел Египта вызвало посла Израиля, чтобы выразить свое осуждение действиям этой страны. Президент Египта также распорядился об открытии египетской границы в Секторе Газа, чтобы предоставить гуманитарную и медицинскую помощь палестинцам. 13 февраля 2011 года лидер египетской оппозиции Айман Нур заявил, что эпоха мирного договора Израиля и Египта закончилась, а также добавил, что не будет его придерживаться в случае своего избрания на пост президента.
В июле 2012 году Египет позволил палестинцам свободно посещать свою территорию без виз. В ноябре 2012 года израильтяне проводили в Секторе Газа операцию «Облачный столп» и Египет подверг резкой критике эти действия Израиля. Египетский посол был отозван из Израиля в Каир, а послу Израиля вручили официальный протест. Президент Египта Мухаммед Мурси заявил, что израильтяне должны понять, что их агрессия неприемлема и приведет только к нестабильности в регионе. Мухаммед Мурси потребовал собрать заседание Лиге арабских государств для обсуждения «преступной израильской агрессии» в Секторе Газа, а также немедленно провести заседание Совета Безопасности ООН. Министерство иностранных дел Египта призвало Израиль прекратить свою военную операцию в Секторе Газа. По сообщениям издания The Guardian, председатель Партии свободы и справедливости Саад Эль-Кататни заявил, что население Египта восстало против несправедливости и не примет нападения израильтян на Сектор Газа, а также добавил, что Израиль не осознает эти изменения в политике Египта. Египетский дипломат сообщил, что больницы готовы принять раненых палестинцев и что пересечение Рафаха останется для них открытым. 15 ноября 2012 года премьер-министр Египта Хишам Кандиль посетил Сектор Газа.
17 ноября 2012 года Арабский медицинский союз направил делегацию египетских врачей с медикаментами через границу Рафаха в Сектор Газа. 19 ноября 2012 года группа египтян направилась в Сектор Газа, чтобы помочь своим палестинским соседям преодолеть последствия боевых действий. 29 ноября 2012 года Египет продолжил критиковать Израиль, а также проголосовал за принятие Резолюции Генеральной Ассамблеи ООН 67/19 (предоставление делегации Государства Палестина статуса государства-наблюдателя в ООН).
В 2014 году во время израильской военной операции в Секторе Газа под названием «Нерушимая скала» египетский МИД опубликовал на своей странице в Facebook заявление, в котором выразил свою глубокую обеспокоенность по поводу происходящего в Секторе Газа и призвал стороны к сдержанности, а также к прекращению взаимного насилия. Представитель ХАМАСа заявил, что Египет пытается выступить в качестве посредника по достижению мира между противоборствующими сторонами. Глава МИД Египта Самех Шукри выступил с речью после встречи со своим иорданским коллегой, заявив, что важно рассматривать разрешение кризиса таким образом, чтобы защитить палестинцев и их интересы.
11 июля 2014 года министерство иностранных дел Египта вновь подвергло критике операцию израильтян в Секторе Газа. Египет считает, что Израиль проводит слишком жестокие военные кампании по отношению к населению этой территории, а также то, что израильтяне не выполняют свой долг по защите мирного населения Сектора Газа. Египетское правительство призвало мировые державы вмешаться и остановить кризис, после того как его усилия по прекращению огня не увенчались успехом. В тот же день Египет сообщил властям Сетора Газа, что закрыл пограничный переход возле Рафаха, после его открытия накануне для возможности доставки раненых палестинцев в египетские больницы. Это произошло после того, как египетские войска изъяли у боевиков 20 ракет, переправленных контрабандой из Сектора Газа на Синайский полуостров. Однако вскоре после закрытия президент Египта Абдул-Фаттах Халил Ас-Сиси приказал египетским военным поставить 500 тонн гуманитарной помощи в Сектор Газа, которая включает в себя продовольствие и медикаменты. Военные также заявили о том, что Египет прилагает усилия к тому, чтобы остановить военную кампанию израильтян в Секторе Газа.